# Ухач-Огорович, Николай Александрович
Николай Александрович Ухач-Огорович (1860 — не ранее 1912) — военный деятель Российской империи, генерал-майор (1904), в годы русско-японской войны занимал должности начальника управления разведки и управления транспорта 1-й Маньчжурской армии. В 1912 году за многочисленные хищения осуждён.

## Биография
Николай Ухач-Огорович родился в 1860 году.
Окончил Варшавское пехотное юнкерское училище и Николаевскую академию Генерального штаба по 1-му разряду.
Служил в 11-м Фанагорийском гренадерском полку, затем числился по Генеральному штабу. Поручик (4.4.1887), штабс-капитан (7.4.1887), капитан (9.4.1889), подполковник (30.8.1893), полковник (6.12.1898). В запасе (9.4.1894-30.6.1895). Имел ордена Святого Станислава 2-й степени (1897), Святой Анны 2-й степени (1904), Святого Владимира 4-й степени с мечами и бантом (1906).
Старший адъютант штаба 5-й пехотной дивизии (31.1—16.8.1888), адъютант штаба 1-й кавалерийской дивизии (16.8.1888—30.8.1893), старший адъютант штаба Приамурского военного округа (30.8.1893—9.4.1894), штаб-офицер для поручений при штабе Иркутского военного округа (30.6.1895—28.4.1898), заведовал передвижением войск по железнодорожным и водным путям в Омском районе (28.4.1898—4.4.1903), на той же должности в Брестском районе (4.4.1903—16.4.1904).
Был женат, имел нескольких детей, но после русско-японской войны расстался с женой и перестал помогать своей бывшей семье. Был известен своими любовными похождениями, в том числе и во время войны.

## Деятельность в годы русско-японской войны
В начале русско-японской войны Ухач-Огорович был в звании полковника. На войну он уехал, будучи почти безденежным. В 1904 году он был назначен начальником управления разведки 1-й Маньчжурской армии. Вскоре он занял пост начальника управления транспорта этой же армии. Занимая эти должности, Ухач-Огорович совершал во время русско-японской войны 1904—1905 годов многочисленные хищения.
Первоначально полковник Ухач-Огорович присваивал себе казённые средства, выделенные ему на оплату агентуры как начальнику управления разведки. Будучи начальником управления транспорта, он обязан был заключать договоры с подрядчиками на закупку у китайцев и поставку в армию продовольствия. Начальником транспортов с продовольствием Ухач-Огорович назначил Мераба Иоселиани, кавказского уголовника, ранее осуждённого к 12 годам каторги и отбывшего её на Сахалине. Иоселиани по прямому указанию Ухача-Огоровича устраивал инсценировки ограблений, в которых принимала участие шайка грабителей. Похищенное привозилось к полковнику, который в свою очередь перепродавал его вторично Маньчжурской армии. Впоследствии долю Иоселиани Ухач-Огорович так и не отдал. Также Ухач-Огорович занимался мошенничеством с закупкой лошадей для армии — больных кляч закупали по цене элитных скакунов.
Высочайшим приказом от 6 декабря 1904 года «за отличие в делах против японцев» Ухач-Огорович был произведён из полковников в генерал-майоры. Тем не менее, в армии он уважением не пользовался, особенно среди боевых офицеров. В то время, как армия терпела поражения, будучи плохо вооружённой и снабжённой, Ухач-Огорович вёл разгульную жизнь в тылу. Вскоре после войны он вышел в отставку и уехал в Киев, где занял видное место в киевском обществе. Являлся автором ряда книг. Ездил по кадетским корпусам с миссией воспитывать молодёжь в духе патриотизма.

## Расследование
Первые публикации о причастности Ухача-Огоровича к хищениям появились в первые годы после окончания войны, но тот все обвинения в свой адрес отрицал.
Когда председатель оборонной комиссии Государственной Думы Гучков и премьер-министр России Пётр Столыпин потребовали расследования причин поражения России в русско-японской войне, в 1910 году была создана сенатская ревизия интендантского ведомства, однако проверяющие вскоре столкнулись с трудностями. Интенданты отказывались предоставлять накладные на закупки, то заявляя, что они находятся в штабе Сибирского военного округа в Иркутске, то что они были изъедены мышами, то что они сгорели во время войны. Тем не менее, в ходе проверок было обнаружено, что в архиве управления транспорта 1-й Маньчжурской армии отсутствует отчётность на 7 миллионов рублей. Проверяющие без согласия интендантов произвели выемку документов по поставкам в армию во время русско-японской войны. Как выяснилось во время проверки, закупочные цены на продовольствие были сильно завышены. Сенатская комиссия вызвала Ухача-Огоровича на допрос, но тот, сославшись на занятость военно-патриотическими делами, отказался приехать в Санкт-Петербург.
Вскоре петербургской сыскной полицией, которой в то время руководил Владимир Филиппов, был задержан уголовник Яков Персиц, который в годы русско-японской войны служил в должности начальника агентурной разведки 1-й Маньчжурской армии, то есть являлся непосредственным подчинённым Ухача-Огоровича. На допросах тот рассказал о махинациях Ухача-Огоровича. С его показаний вскоре был арестован и Иоселиани, который признался в соучастии в преступлениях Ухача-Огоровича. Показания на отставного генерала дал и бывший главный ветеринар Маньчжурской армии Григорий Верёвкин, который освидетельствовал лошадей, закупаемых у местного населения за небольшую мзду. Сенатская комиссия вновь попросила Ухача-Огоровича приехать в Петербург, но тот вновь отказался. Тогда на допрос был вызван бывший командующий 1-й Маньчжурской армией генерал от инфантерии А. Н. Куропаткин, который признал то, что на Ухача-Огоровича неоднократно были жалобы, однако никаких мер по их рассмотрению им предпринято не было. Также во время обыска у знакомой Ухача-Огоровича, некоей Фитингоф, была обнаружена его записная книжка, в которой он записывал все денежные поступления на свой счёт — всего на сумму 1 миллион 125 тысяч рублей.
В 1911 году Ухач-Огорович был задержан на благотворительном базаре. 10 сентября 1912 года генерал-майор в отставке был предан военному суду, который приговорил его к разжалованию, лишению орденов и дворянства, ссылке на три с половиной года в арестантские роты и штрафу в размере 157 тысяч рублей.
Дальнейшая судьба Ухача-Огоровича точно неизвестна.
Генерал-майор Николай Александрович Ухач-Огорович стал единственным крупным армейским чином, привлечённым к ответственности за многомиллионные хищения в интендантском ведомстве во время русско-японской войны.